# ガイウス・クラウディウス・プルケル (紀元前92年の執政官)
ガイウス・クラウディウス・プルケル（ラテン語: Gaius Claudius Pulcher、生没年不明）は紀元前2世紀後期・紀元前1世紀初期の共和政ローマの政治家。紀元前93年に執政官（コンスル）を務めた。

## 出自
プルケルはパトリキ（貴族）であるクラウディウス氏族の出身である。クラウディウス氏族はサビニ族を祖とし、ローマと平和的な関係を求めたアッティウス・クラウススが成人男性だけでも約500人のクリエンテスと共にローマへと移り住み、土地と元老院の議席を与えられた。そしてローマ社会のパトリキの名門として成長を遂げる。
プルケル（美しい）のコグノーメン（第三名、家族名）を最初に名乗ったのは、プルケルの5代前の先祖である紀元前249年の執政官プブリウス・クラウディウス・プルケルである。カピトリヌスのファスティによれば、プルケルの父のプラエノーメン（第一名、個人名）はアッピウス、祖父はガイウスである。父は紀元前143年の執政官アッピウス・クラウディウス・プルケル、祖父は紀元前177年の執政官ガイウス・クラウディウス・プルケルと思われる。
プルケルの母はプレブス（平民）であるアンティスティウス氏族の出身である。弟はアッピウスは紀元前79年に執政官を務めた。また姉または妹がティベリウス・センプロニウス・グラックス（グラックス弟）と結婚している。

## 経歴
プルケルの生誕年は、紀元前141年から紀元前136年頃と推測されている。政治家としての経歴の始まりは紀元前105年で、この年にクァエストル（法務官）に就任した。紀元前104年には造幣官を務めた。紀元前100年にはポプラレス（民衆派）の護民官ルキウス・アップレイウス・サトゥルニヌスとの戦いに参加した。オロシウスは、サトゥルニヌスの同盟者の一人であるガイウス・セルウィリウス・グラウキア（紀元前100年法務官）が、あるクラウディウス氏族の人物の家に隠れていたが、引きずり出されて殺されたと書いている。このクラウディウス氏族の人物とはプルケルのことかもしれない。
紀元前99年、アエディリス・クルリス（上級按察官）に就任。この権限で壮大な競技会を実施したが、ローマ市民はこのとき初めて象を見た。キルクス（戦車競技場）に作られた舞台が異なる色で塗られたのもこれが初めてであった。紀元前95年にプラエトル（法務官）に就任し、恐喝法廷の裁判長を務めた。また、元老院からシキリア属州のガレス市の選挙に関する法律の制定を命じられた。翌年には道路建設の監督官を命じられている。
紀元前92年に執政官に就任。同僚執政官はプレブス（平民）のマルクス・ペルペルナであった。ペルペルなは無名のノウス・ホモであったことから、歴史学者F.ミュンツァーは彼がプルケルの支援のおかげで当選したと考えている。年末の執政官選挙では、両者はルキウス・マルキウス・ピリップスを支援し、当選に導いた。ピリップスはプルケルの母方の甥であった。また按察官選挙では弟のガイウスを支援したが、こちらは落選した。執政官としては、護民官グナエウス・パピリウス・カルボが暴動が始まっても民会を解散しなかったために、「反乱」として元老院に報告している。その報告と、ケンソル（監察官）ルキウス・リキニウス・クラッススの意見から、元老院はカルボが「暴力的な行為」を求めていたことを認めた。
執政官任期満了後、プルケルに関する記録はない。おそらく、その直後に死亡したと思われる。

## 知的活動
キケロはその『ブルトゥス』の中で、プルケルを「高貴な生まれであるとともに特別な影響力を行使して重要な地位を占めていた。しかし、弁論術は人並みのものだった」と評価している。

## 子孫
紀元前87年にトリブヌス・ミリトゥム（高級士官）を務めたアッピウス・クラウディウス・プルケルはプルケルの息子である可能性がある。このアッピウスはマルクス・リウィウス・ドルスス・クラウディアヌス（紀元前50年法務官）の実父で、その娘リウィア・ドルシッラは初代皇帝アウグストゥスの3番めの妻で、2代皇帝ティベリウスの母である。

## 参考資料

### 古代の資料
- カピトリヌスのファスティ
- オロシウス『異教徒に反論する歴史』
- プルタルコス『対比列伝』
- マルクス・トゥッリウス・キケロ『ブルトゥス』
- マルクス・トゥッリウス・キケロ『ガイウス・ラビリウス弁護』
- マルクス・トゥッリウス・キケロ『プランキウス弁護』
- マルクス・トゥッリウス・キケロ『法律について』

### 研究書
- Korolenkov A. Percussor Sertorii: an essay on the political biography of Mark Perperna Veyenton // Problems of history, philology and culture. - 2007. - No. XVII . - S. 81-97 .
- Broughton R. Magistrates of the Roman Republic. - New York, 1951. - Vol. I. - P. 600.
- Broughton R. Magistrates of the Roman Republic. - New York, 1952. - Vol. II. - P. 558.
- Drumann W. History of Rome in its transition from the republican to the monarchical constitution or Pompey, Caesar, Cicero and their contemporaries. Hildesheim, 1964. Vol. 2, p. 140-141.
- Münzer F. Claudius // Paulys Realencyclopädie der classischen Altertumswissenschaft . - 1899. - Bd. III, 2. - Kol. 2662-2667.
- Münzer F. Claudius 302 // Paulys Realencyclopädie der classischen Altertumswissenschaft . - 1899. - Bd. III, 2. - Kol. 2856.
- Münzer F. Claudius 386 // Paulys Realencyclopädie der classischen Altertumswissenschaft . - 1899. - Bd. III, 2. - Kol. 2886.
- Sumner G. Orators in Cicero's Brutus: prosopography and chronology. - Toronto: University of Toronto Press, 1973 .-- 197 p. - ISBN 9780802052810 .